# Crotalaria dalensis
Crotalaria dalensis är en ärtväxtart som beskrevs av Antonio Rocha da Torre. Crotalaria dalensis ingår i släktet sunnhampor, och familjen ärtväxter. Inga underarter finns listade i Catalogue of Life.